# 下奈良城
下奈良城（しもならじょう）は、愛知県一宮市春明南本郷1丁目にあった日本の城（平城）。

## 概要
天正12年（1584年）小牧・長久手の戦いの際に秀吉が犬山城から楽田城へ本陣を移した際に最右翼として、織田・家康連合軍に対抗するために一時的に築かれた砦。

## 歴史
豊臣秀吉が天正12年（1584年）に築城した。小牧・長久手の戦いの講和が成立した後に城の諸道具は河田城に移し、兵糧や薪などを長島城に移された。その後破却され廃城となった。
宝暦年間（1751年-1763年）にこの城の堀を埋め立て民家等にしたと『神社仏閣参詣記』に記されている。
現在は畑や宅地になっている。石垣が残っており、近くに石碑と説明板がある。

## ギャラリー

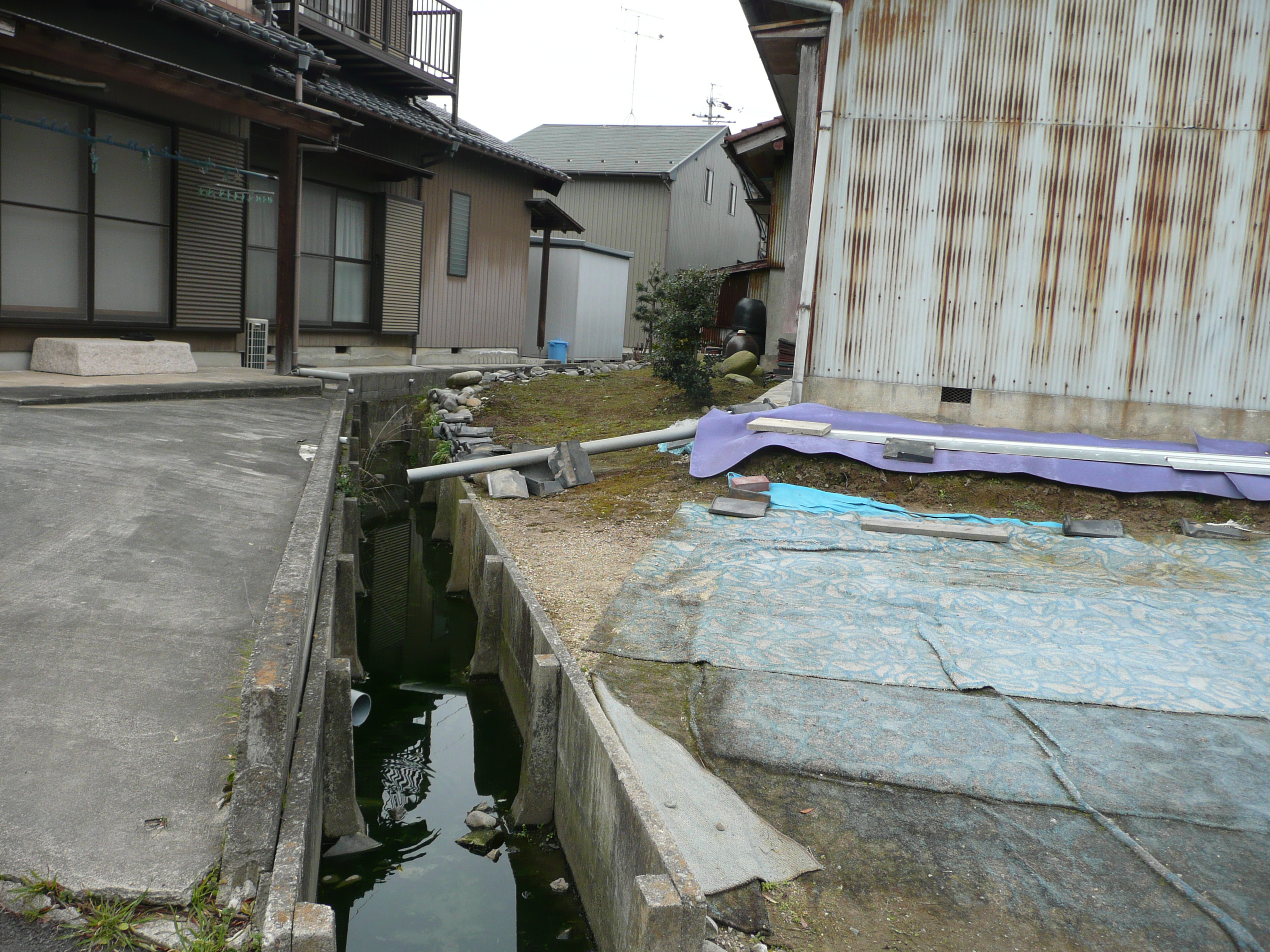
堀跡
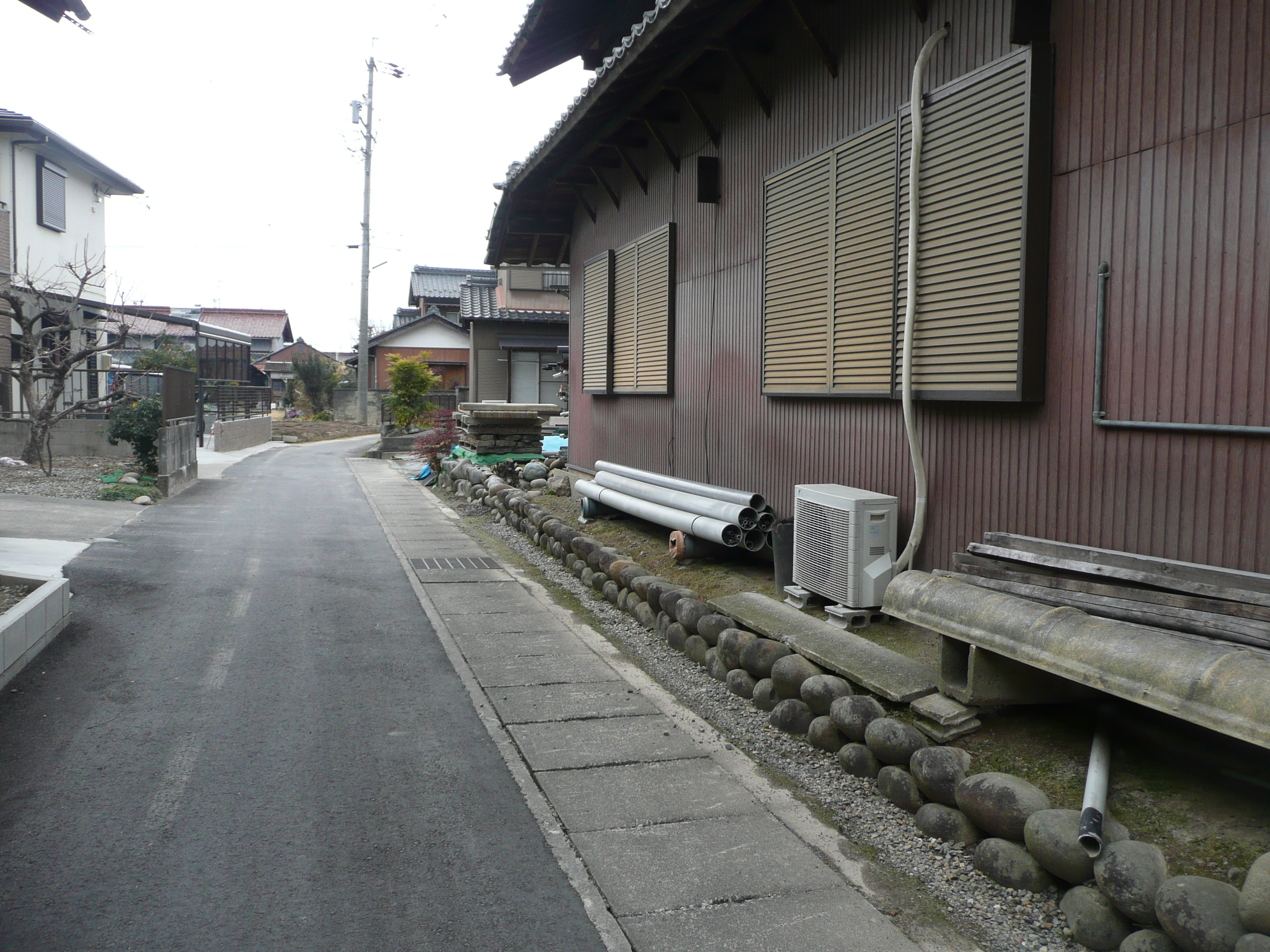
石垣の一部